# Gare de Cannondale
La gare de Cannondale (en anglais Cannondale station) est une gare ferroviaire de la Danbury Branch (en) de la New Haven Line (en). Elle est située sur la rue Cannon dans le quartier Cannondale, à Wilton dans le Connecticut aux États-Unis.
Elle est desservie par les trains de banlieue, de la ville de New York, du Metro-North Railroad.

## Situation ferroviaire
La gare de Cannondale est située sur la Danbury Branch (en), de la New Haven Line (en), entre les gares de Branchville, en direction de Danbury (en), et Wilton (en), en direction de la gare de bifurcation de South Norwalk (en).

## Histoire
La ligne qui passe par Cannondale est mise en service en 1852.

## Patrimoine ferroviaire
Le bâtiment historique de la gare est inscrit au National register of historique places.

Ancien bâtiment
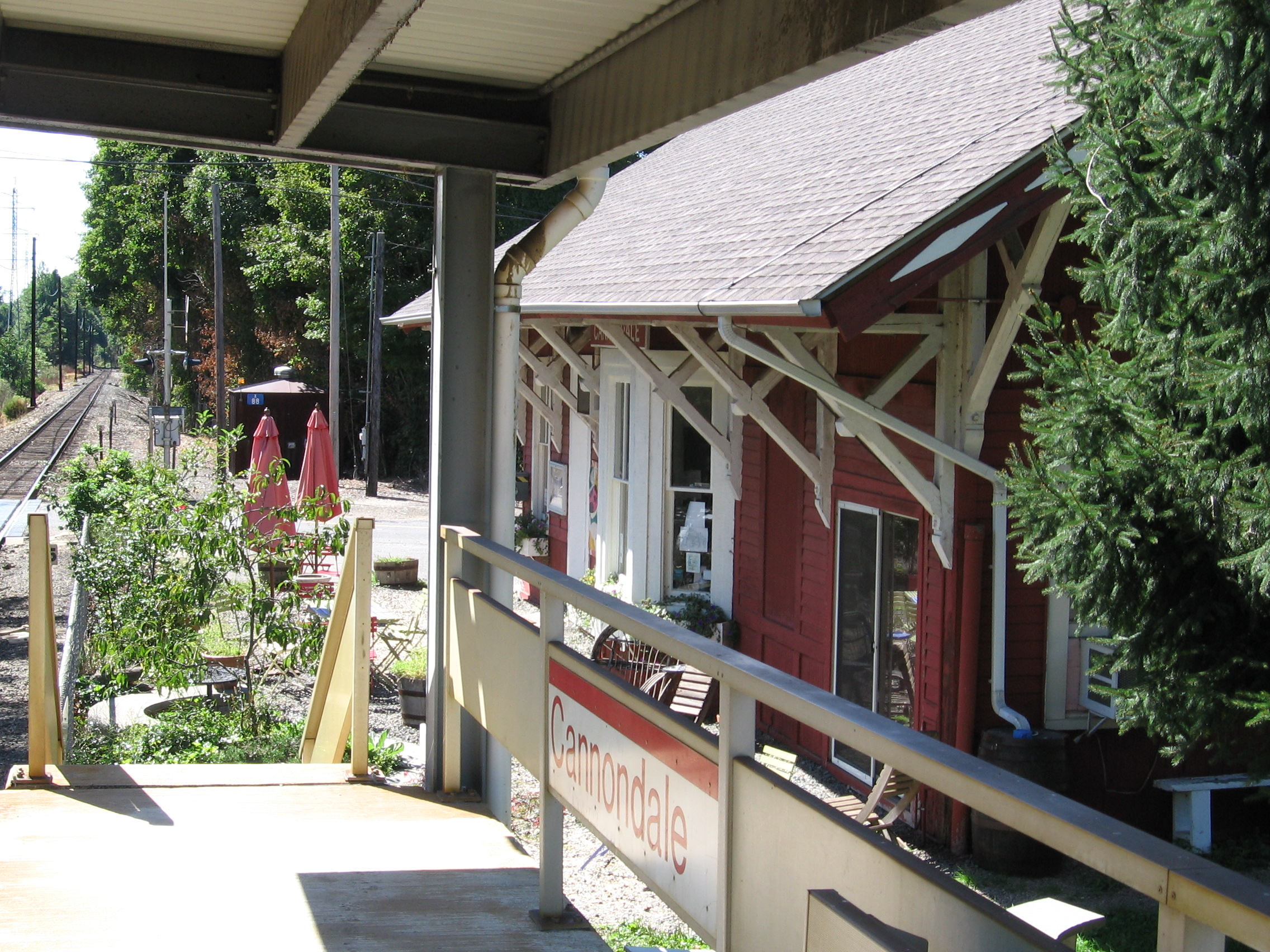
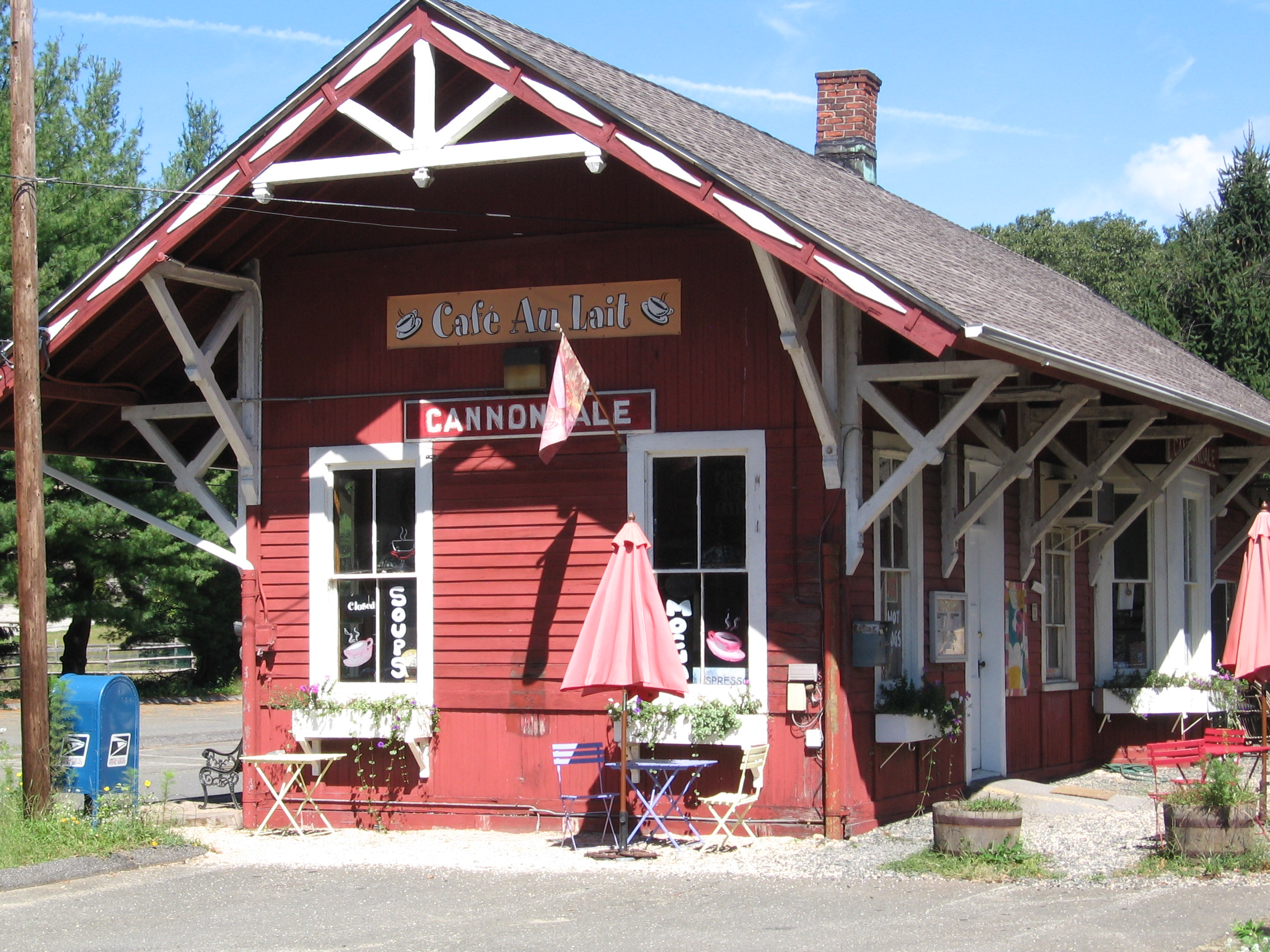
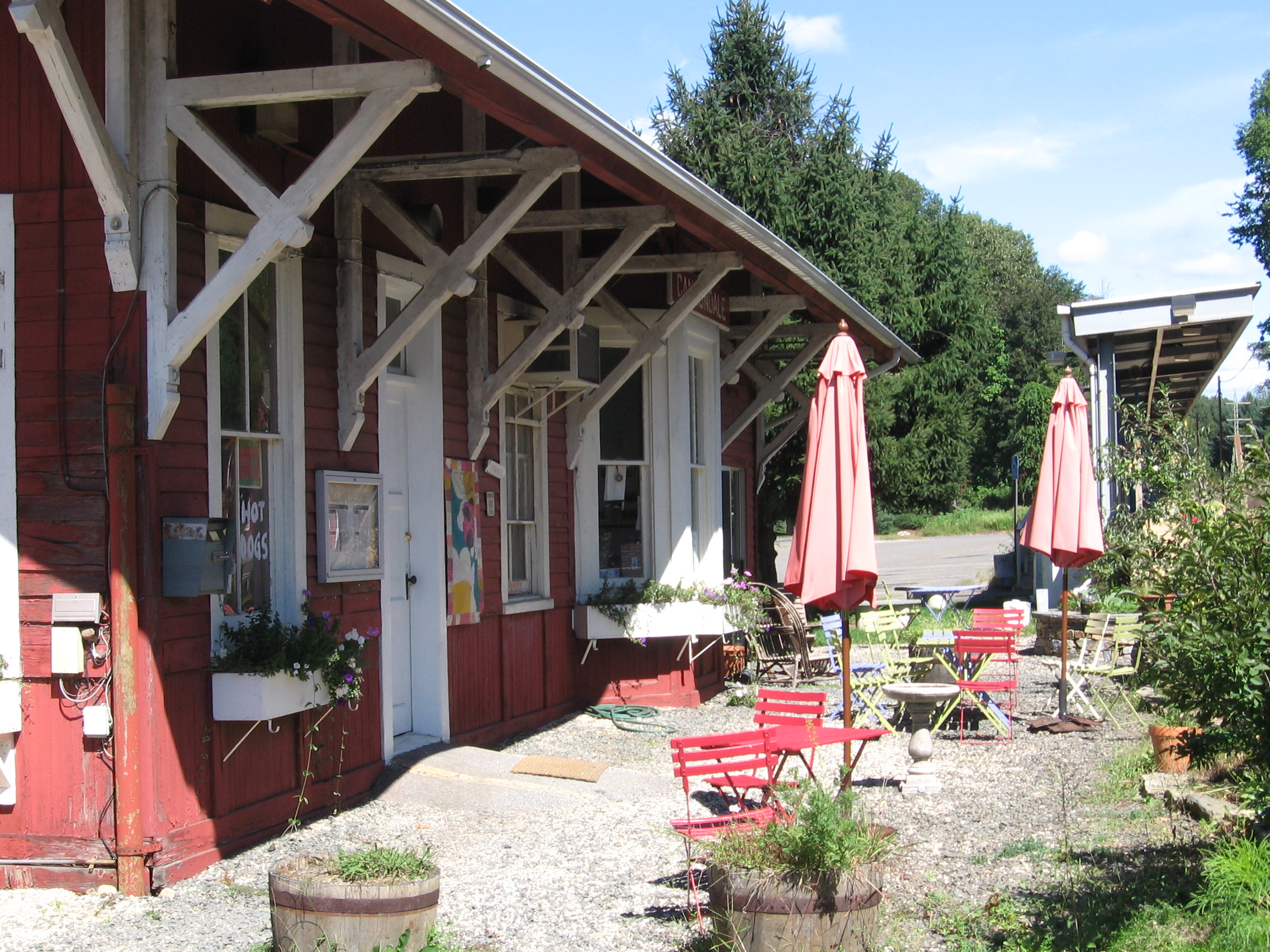